# سیارک ۸۳۷۳
سیارک ۸۳۷۳ (به انگلیسی: 8373 Stephengould، نامگذاری:1992AB) هشت هزار و سیصد و هفتاد و سومین سیارک کشف شده‌است که در ۱ ژانویه ۱۹۹۲ کشف شد.
قدر مطلق سیارک برابر ۱۳٫۸۰ است.